# Antonio Soler (Komponist)
Antonio Francisco Javier José Soler Ramos OSH (auf Katalanisch Antoni Francesc Xavier Joseph Soler i Ramos), auch Padre Antonio Soler genannt, (getauft 3. Dezember 1729 in Olot; † 20. Dezember 1783 in El Escorial) war ein spanischer Mönch und Komponist der Klassik für Tasteninstrumente.

## Biografie
Seine Ausbildung als Organist und Komponist erhielt Soler, Sohn eines Militärkapellmeisters, als Chorknabe in der Escolania de Montserrat bei Barcelona, wo er auch erzogen wurde. Etwa 1750 wurde er Kapellmeister an der Kathedrale von Lleida, dort setzte er auch seine geistliche Laufbahn fort. 1752 trat er den Hieronymiten von El Escorial bei und wurde dort 1757 Kapellmeister. Er gab am Hofe dem spanischen Prinzen Don Gabriel täglich Klavierunterricht und stellte als Unterrichtsmaterial raffinierte Sonaten bereit, die in Bezug auf technische und musikalische Herausforderungen mit seinem Lehrer Domenico Scarlatti verglichen wurden. 1762 veröffentlichte Soler sein großes musiktheoretisches Werk Llave de la modulación, das er später gegen Anfeindungen anderer Musiker verteidigen musste. Er hatte Kontakt mit José de Nebra und Padre Martini und war auch als Orgelsachverständiger tätig.

## Werk
Sein Ruhm als Komponist ist durch seine ca. 120 Sonaten für Tasteninstrumente begründet, oft ein- oder zwei-, aber auch drei- und viersätzige. Sein großer Einfallsreichtum stellt ihn an die Seite Domenico Scarlattis, den er in El Escorial kennenlernte. Wie Scarlatti verwendet auch Soler in seinen Sonaten oft Elemente spanischer Volksmusik und spart nicht mit Verzierungen. In späteren Werken, wie u. a. in seinen sechs Quintetten für konzertierendes Cembalo (oder Orgel, oder Pianoforte) und Streichquartett, weicht der Scarlatti-Einfluss einem eher klassischen Idiom in der Art Boccherinis, der ab etwa 1768 am spanischen Hof wirkte.
Es existieren von Soler außerdem zwölf mehrsätzige Sonaten für zwei Orgeln bzw. Cembali. Weiter schuf er über 200 geistliche Vokalwerke (Messen, Psalmen, Magnificats, Motetten und andere) sowie etwa 140 Villancicos und einige Kammermusikwerke.
Hörbeispiel: Konzert für zwei Orgeln Nr. 1 in C-Durⓘ
Hörbeispiel: Sonate Nr. 84 in D-Durⓘ

## Ehrung
In den Jahren 1979 und 1980 fand anlässlich seines 250. Geburtstages eine internationale Ehrung statt. Es wurden ca. 80 Konzerte mit 47 verschiedenen Programmen, dargeboten von 55 Künstlern (teilweise mit ihren Chören), in allen Teilen der Welt veranstaltet.